# Урманка
Урманка, також Орманка, Армянка — річка в Україні, у межах Липовецького району Вінницької області. Права притока Собу (басейн Південного Бугу). 
Тече через села Попівка, Вернянка та Троща. Впадає у Соб за 83 км від гирла. Довжина — 8 км, площа басейну - 36,5 км².